# Maledetti marziani
Maledetti marziani (The Martian Way and Other Stories) è un'antologia di romanzi brevi di fantascienza del 1955 dello scrittore statunitense Isaac Asimov, precedentemente pubblicati nel 1952 e 1954.
Sebbene le antologie di singoli autori generalmente vendessero poco, The Martian Way and Other Stories ebbe un certo successo, tanto che il curatore editoriale della fantascienza per la Doubleday Walter I. Bradbury decise di pubblicare una seconda raccolta, La Terra è abbastanza grande (Earth Is Room Enough), nel 1957.

## Elenco dei racconti
- Maledetti marziani (The Martian Way, 1952)
- Questi giovani (Youth, 1952)
- L'abisso (The Deep, 1952)
- Trappola per merli (Sucker Bait, 1954)

## Edizioni
- Isaac Asimov, The Martian Way and Other Stories, Doubleday, 1955.
- Isaac Asimov, Maledetti Marziani, traduzione di Hilia Brinis e Valentino de Carlo, Ennio Ciscato, 1966,  p. 290.